# Genoa (Nevada)
Genoa /dʒəˈnoʊ.ə/ è un census-designated place (CDP) degli Stati Uniti, situato nella Contea di Douglas nello stato del Nevada. Nel censimento del 2010 la popolazione era di 939 abitanti.
Fondata nel 1851, è stato il primo insediamento non nativo di quello che diventerà il Nevada Territory. È situata vicino alla valle del Carson River ed è a circa 68 km a sud di Reno.

## Storia

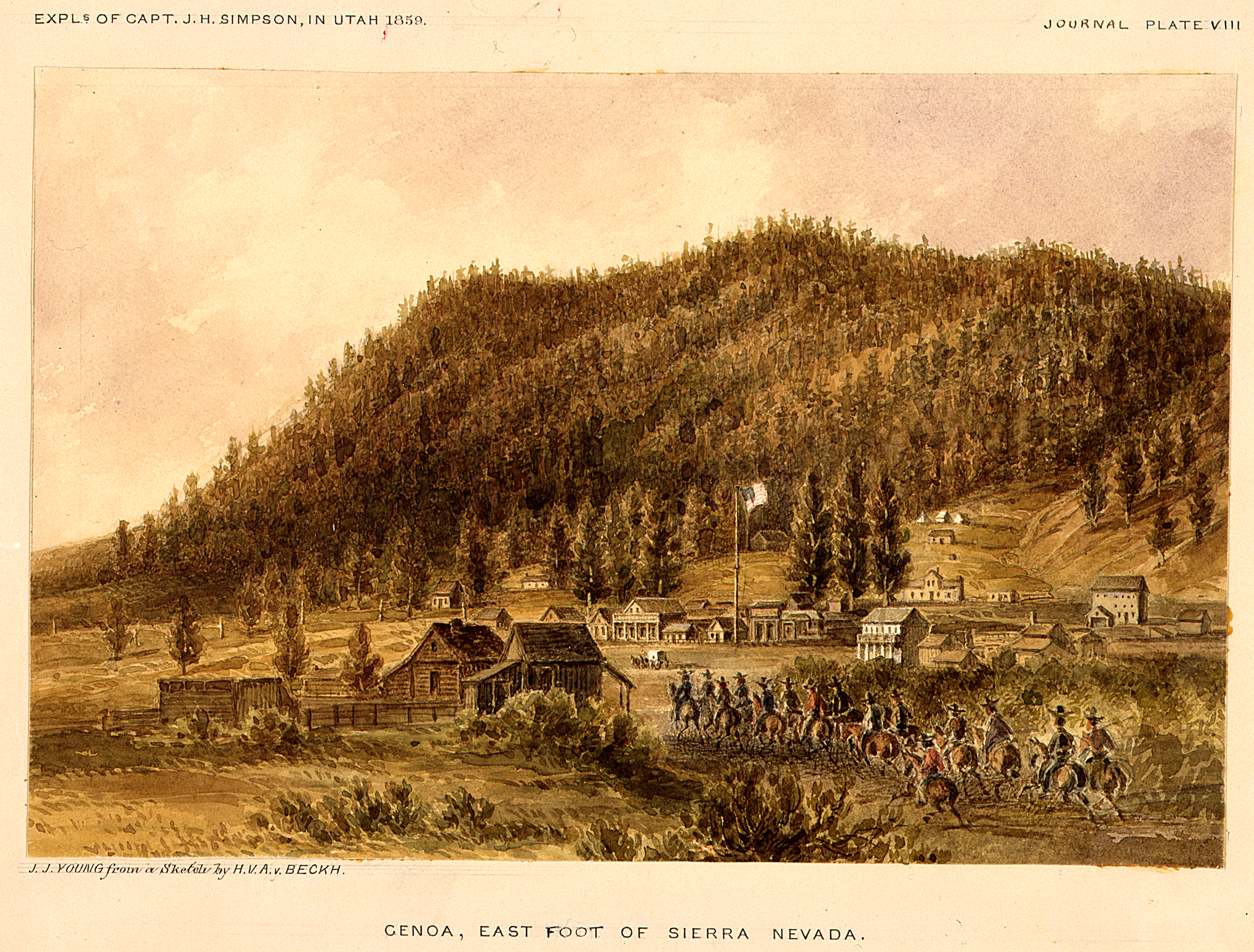
Spedizione Simpson, Genoa, Nevada

Situata nei pressi del territorio dello Utah, prima della creazione del territorio del Nevada fu inizialmente abitata dai coloni Mormoni. L'insediamento si è originato da una base commerciale chiamata Mormon Station che serviva i viaggiatori della California Trail. Orson Hyde cambiò il nome della comunità in Genoa, da Genova, in Italia. Il gruppo di coloni originario ha abbandonato l'insediamento nel 1857 quando venne richiamato da Brigham Young a causa della Guerra dello Utah. In questa comunità venne costruito il primo hotel, il primo giornale ed il primo tribunale del Nevada. Il primo giornale fu il Territorial Enterprise, fondato a Genoa nel 1858, ma trasferitosi a Virginia City nel 1860. Un altro primato di Genoa è che ivi fu costruito il primo bar del Nevada, il Genoa Bar, frequentato da Mark Twain, Teddy Roosevelt e Johnny Cash. Nel bar sono state girate scene di film di John Wayne e Clint Eastwood mentre il paese ha fatto da set per le riprese del film del 1973 Charley Varrick e del film del 1990 Misery non deve morire. Lo scrittore di ricette M.F.K. Fisher scrisse la serie di recensioni per il The New Yorker proprio a Genoa, nella casa della sorella nel corso degli anni '60. Gran parte di Genoa, tra cui il forte, la stazione e l'hotel furono distrutti da un incendio nel 1910, anche se una replica del forte verrà costruita nel 1947. Dal 1919 a Genoa si tiene il Candy Dance, un festival durante il quale dolci, cibo e prodotti d'artigianato vengono venduti per supportare il governo cittadino. Il Candy Dance è di solito organizzato durante l'ultimo fine settimana di settembre. Molti pionieri riposano nel cimitero cittadino, tra di essi anche Snowshoe Thompson, sua moglie e suo figlio.
Un miglio a sud di Genoa si trova il David Walley's Resort, dove si trova una famosa sorgente calda e una spa. Fu costruito nel 1862 e conosciuto come Walley's Hot Spring. Il primo ottobre del 1934 Baby Face Nelson e la sua banda arrivarono al Walley's Hot Spring, dove si nascosero per un mese prima di tornare a Chicago, dove Nelson sarà ucciso dagli agenti dell'FBI.
A differenza di Genova, il nome della comunità si pronuncia con l'accento sulla seconda sillaba: juh-NO-uh.

### Distretto storico
Il Genoa Historic District, sette miglia a nord di Minden (Nevada), è una porzione della comunità di Genoa in cui si trova il distretto storico (52,4 ha) incluso nell'US National Register of Historic place dal 1975. Storicamente conosciuto come Mormon Station, l'area storica include edifici in architettura Tardo Vittoriana; tra cui un palazzo di giustizia e il municipio.
Genoa fu il primo insediamento bianco in quello che è diventato lo stato del Nevada, partito dalla base commerciale costruita nel 1850 sulla Emigration Trail per la California si è sviluppato grazie ai Mormoni del mai riconosciuto Stato del Deseret. Edifici significativi del centro storico sono la replica della Mormon Station (1947), la Masonic Hall (1868), il Genoa Bar (1855), la caserma dei vigili del fuoco (1971), un negozio e una stazione di rifornimento (1971) e il municipio (1865).

## Geografia
Genoa si trova sul bordo occidentale della valle di Carson, 7 miglia (11 km) a nord ovest di Minden, la sede della Contea di Douglas (Nevada). La Nevada State Route 206 entra in Genoa da sud come Foothill Road, poi verso est attraverso il centro della città, sulla Genoa Lane. Secondo lo United States Census Bureau, il CDP ha un'area totale di 9,2 miglia quadrate (23,8 km²), interamente di terra.

### Clima
La zona ha un clima, secondo la Classificazione dei climi di Köppen, di tipo mediterraneo con estati calde, ossia un subtropicale con estati secche.